# Zdeněk Zikán
Zdeněk Zikán, né le 10 novembre 1937 et mort le 14 février 2013, est un footballeur international tchécoslovaque, évoluant au poste d'attaquant.

## Biographie

### Carrière en club
Avec le club du Hradec Králové, il joue quatre matchs en Coupe d'Europe des clubs champions lors de la saison 1960-1961. Il inscrit un but face au FC Barcelone lors des quarts de finale.

### Carrière en équipe nationale
Il reçoit quatre sélections en équipe de Tchécoslovaquie lors de l'année 1958. Il reçoit sa première sélection en équipe nationale le 2 avril 1958, lors d'un match amical contre l'Allemagne de l'Est, rencontre au cours de laquelle il inscrit un but.
Il marque quatre buts lors de la Coupe du monde 1958 organisée en Suède. Lors de la compétition, il inscrit un doublé face à l'équipe d'Argentine.
Il est à ce titre le troisième meilleur buteur tchécoslovaque lors d'une phase finale de Coupe du monde.